# Cabane du Grand Mountet
La Cabane du Grand Mountet (2.886 m s.l.m. - detta anche più semplicemente Cabane du Mountet) è un rifugio delle Alpi Pennine situato nel comune di Anniviers.

## Caratteristiche e informazioni
Il rifugio è collocato nell'alta valle di Zinal sopra il ghiacciaio di Zinal e sotto il Zinalrothorn.
Un primo rifugio risale al 1887. Ampliamenti e rifacimenti sono stati fatti nel 1943 e 1996.
Viene detta Cabane du Grand Mountet per distinguerla dalla Cabane du Petit Mountet che si trova più a valle e sull'altra sponda del ghiacciaio di Zinal.

## Accesso
L'accesso avviene da Zinal in circa quattro ore e trenta.

## Ascensioni
- Zinalrothorn - 4.221 m
- Obergabelhorn - 4.063 m
- Trifthorn - 3.728 m
- Mont Durand - 3.713 m
- Monte Besso - 3.667 m
- Blanc de Moming - 3.661 m

## Traversate
- Rothornhütte - 3.210 m - attraverso il Col du Mountet
- Cabane de Moiry - 2.825 m - attraverso il Col du Pigne
- Schönbielhütte - 2.694 m - attraverso il Col Durand